# Деменковский могильник
Деменко́вский моги́льник — памятник археологии около села Ильинского Ильинского района Пермского края.

## Описание
Один из крупнейших некрополей финно-угорского населения Евразии. Существовал с VI по X век. В нём похоронено 5-6 тысяч человек. Раскопано и изучено 250—300 погребений. В погребениях этого времени встречаются монеты среднеазиатских и арабских государств, серебряные и золотые украшения, вещи, выполненные в Пермском зверином стиле.

## История изучения
Древнее кладбище было обнаружено во 2-й пол. XIX века крестьянами графов Строгановых. Найденные ими артефакты попали в известное собрание Теплоуховых, опубликованное выдающимся учёным-археологом Александром Спицыным. Он в 1901 году провёл первые научные исследования памятника, изучив 47 захоронений. А в 1953 году могильник исследовался отрядом Камской археологической экспедиции ПГУ под руководством Владимира Генинга — основателя свердловской школы археологов. Им было вскрыто более 150 погребений. В 2007—2008 годы отрядом КАЭ под руководством Андрея Мельничука изучено ещё 50 погребений.